# Table des caractères Unicode/U0A00
Cette page contient des caractères spéciaux ou non latins. S’ils s’affichent mal (▯, ?, etc.), consultez la page d’aide Unicode.
Table des caractères Unicode U+0A00 à U+0A7F.

## Gourmoukhî (ou gurmukhi)(Unicode 1.1 à 11.0)
Caractères utilisés pour l’écriture avec l’alphasyllabaire (ou abugida) gourmoukhî, le plus utilisé pour écrire notamment le panjâbî (ou pendjabi) ou les textes religieux du sikhisme.
Les caractères U+0A01 à U+0A03, U+0A3C, U+0A3E à U+0A42, U+0A47, U+0A48, U+0A4B à U+0A4D, U+0A51, U+0A70, U+0A71 et U+0A75 sont des signes diacritiques se combinant avec le caractère de base après lequel ils sont codés ; ils sont présentés ici combinés avec la lettre gourmoukhî ka « ਕ » (U+0A15).
Pour la ponctuation viram en gourmoukhî, utiliser les signes génériques U+0964 et U+0965 unifiées avec la dévanagarî (les caractères U+0A64 et U+0A65 sont réservés et ne sont pas utilisés).
Note : le diacritique voyelle U+0A3F doit impérativement apparaître à gauche de la consonne de base, et non à sa droite (sinon cela causerait des problèmes sérieux d’interprétation du texte à la lecture). Les consonnes munies d’un diacritique noukta souscrit à droite (U+0A33), au centre (U+0A36 et U+0A5B) ou à gauche (U+0A59, U+0A5A et U+0A5E) et qui figurent dans le fichier CompositionExclusions.txt ne se recomposent pas au moment de la normalisation : la forme NFC est identique à la séquence décomposée : bien que le placement du glyphe pour le diacritique noukta souscrit varie selon la consonne de base auquel il se combine, il est recommandé de le coder avec U+0A3C séparément de la consonne de base dans les textes codés en Unicode ; toutefois certaines anciennes polices ou anciens moteurs de rendu s’appuyant sur d'anciens codages avant Unicode ou qui ne prennent pas en charge ce placement variable peuvent nécessiter un codage sous forme précombinée (cela ne doit toutefois pas changer l’équivalence canonique Unicode pour les moteurs de rendu ou d'analyse du texte conformes à Unicode, la non-recombinaison sous la forme NFC étant destinée à préserver la stabilité des anciens textes codés sous forme normalisée avant que leur stabilité ne soit devenue impérative et la compatibilité avec les anciens logiciels conformes à Unicode).

### Table des caractères
| en fr  | 0 | 1 | 2 | 3 | 4 | 5 | 6 | 7 | 8 | 9 | A | B | C | D | E | F |
| ------ | - | - | - | - | - | - | - | - | - | - | - | - | - | - | - | - |
| U+0A00 |   | ਕਁ | ਕਂ | ਕਃ |   | ਅ | ਆ | ਇ | ਈ | ਉ | ਊ |   |   |   |   | ਏ |
| U+0A10 | ਐ |   |   | ਓ | ਔ | ਕ | ਖ | ਗ | ਘ | ਙ | ਚ | ਛ | ਜ | ਝ | ਞ | ਟ |
| U+0A20 | ਠ | ਡ | ਢ | ਣ | ਤ | ਥ | ਦ | ਧ | ਨ |   | ਪ | ਫ | ਬ | ਭ | ਮ | ਯ |
| U+0A30 | ਰ |   | ਲ | ਲ਼ |   | ਵ | ਸ਼ |   | ਸ | ਹ |   |   | ਕ਼ |   | ਕਾ | ਕਿ |
| U+0A40 | ਕੀ | ਕੁ | ਕੂ |   |   |   |   | ਕੇ | ਕੈ |   |   | ਕੋ | ਕੌ | ਕ੍ |   |   |
| U+0A50 |   | ਕੑ |   |   |   |   |   |   |   | ਖ਼ | ਗ਼ | ਜ਼ | ੜ |   | ਫ਼ |   |
| U+0A60 |   |   |   |   |   |   | ੦ | ੧ | ੨ | ੩ | ੪ | ੫ | ੬ | ੭ | ੮ | ੯ |
| U+0A70 | ਕੰ | ਕੱ | ੲ | ੳ | ੴ | ਕੵ | ੶ |   |   |   |   |   |   |   |   |   |

### Historique

#### Version initiale Unicode 1.1
| v · d · m | 0 | 1 | 2 | 3 | 4 | 5 | 6 | 7 | 8 | 9 | A | B | C | D | E | F |
| --------- | - | - | - | - | - | - | - | - | - | - | - | - | - | - | - | - |
| U+0A00    |   |   | ਕਂ |   |   | ਅ | ਆ | ਇ | ਈ | ਉ | ਊ |   |   |   |   | ਏ |
| U+0A10    | ਐ |   |   | ਓ | ਔ | ਕ | ਖ | ਗ | ਘ | ਙ | ਚ | ਛ | ਜ | ਝ | ਞ | ਟ |
| U+0A20    | ਠ | ਡ | ਢ | ਣ | ਤ | ਥ | ਦ | ਧ | ਨ |   | ਪ | ਫ | ਬ | ਭ | ਮ | ਯ |
| U+0A30    | ਰ |   | ਲ | ਲ਼ |   | ਵ | ਸ਼ |   | ਸ | ਹ |   |   | ਕ਼ |   | ਕਾ | ਕਿ |
| U+0A40    | ਕੀ | ਕੁ | ਕੂ |   |   |   |   | ਕੇ | ਕੈ |   |   | ਕੋ | ਕੌ | ਕ੍ |   |   |
| U+0A50    |   | ਕੑ |   |   |   |   |   |   |   | ਖ਼ | ਗ਼ | ਜ਼ | ੜ |   | ਫ਼ |   |
| U+0A60    |   |   |   |   |   |   | ੦ | ੧ | ੨ | ੩ | ੪ | ੫ | ੬ | ੭ | ੮ | ੯ |
| U+0A70    | ਕੰ | ਕੱ | ੲ | ੳ | ੴ |   |   |   |   |   |   |   |   |   |   |   |

#### Compléments Unicode 4.0
| v · d · m | 0 | 1 | 2 | 3 | 4 | 5 | 6 | 7 | 8 | 9 | A | B | C | D | E | F |
| --------- | - | - | - | - | - | - | - | - | - | - | - | - | - | - | - | - |
| U+0A00    |   | ਕਁ |   | ਕਃ |   |   |   |   |   |   |   |   |   |   |   |   |

#### Compléments Unicode 5.1
| v · d · m | 0 | 1 | 2 | 3 | 4 | 5 | 6 | 7 | 8 | 9 | A | B | C | D | E | F |
| --------- | - | - | - | - | - | - | - | - | - | - | - | - | - | - | - | - |
| U+0A50    |   | ਕੑ |   |   |   |   |   |   |   |   |   |   |   |   |   |   |
| U+0A70    |   |   |   |   |   | ਕੵ |   |   |   |   |   |   |   |   |   |   |

#### Compléments Unicode 11.0
| v · d · m | 0 | 1 | 2 | 3 | 4 | 5 | 6 | 7 | 8 | 9 | A | B | C | D | E | F |
| --------- | - | - | - | - | - | - | - | - | - | - | - | - | - | - | - | - |
| U+0A70    |   |   |   |   |   |   | ੶ |   |   |   |   |   |   |   |   |   |